# Bike Aid
El Bike Aid (codi UCI: BAI) és un equip ciclista alemany, de ciclisme en ruta de categoria continental des del 2014, dos anys després de la seva fundació.

## Principals resultats
- Tour del Camerun: Dan Craven (2014), Nikodemus Holler (2017)
- Gran Premi Chantal Biya: Mekseb Debesay (2014)
- Tour de Blida: Mekseb Debesay (2015)
- Critèrium Internacional de Sétif: Mekseb Debesay (2015)

### A les grans voltes
- Giro d'Itàlia
  - 0 participacions

- Tour de França
  - 0 participacions

- Volta a Espanya
  - 0 participacions

## Composició de l'equip
| \| Llista de l'equip 2016 \| Llista de l'equip 2016 \| Llista de l'equip 2016 \| Llista de l'equip 2016 \| \| Ciclista \| Data de naixement \| Equip previ \| \| \| --------------------------------------- \| ---------------------- \| ----------------------------- \| ---------------------- \| \| Meron Amanuel \| 6 de novembre de 1990 \| \| \| \| Joschka Beck \| 22 de març de 1993 \| \| \| \| Daniel Bichlmann \| 18 de agost de 1988 \| \| \| \| Damien Garcia \| 17 de abril de 1992 \| Frøy Bianchi (2015) \| \| \| Janvier Hadi \| 15 de gener de 1991 \| \| \| \| Nikodemus Holler \| 4 de maig de 1991 \| Team Stuttgart (2014) \| \| \| Richard Laizer \| 1 de juliol de 1989 \| \| \| \| Patrick Lechner \| 12 de desembre de 1988 \| \| \| \| Amanuel Mengis \| 14 de gener de 1995 \| \| \| \| Dominik Merseburg \| 15 de setembre de 1991 \| \| \| \| Jean Bosco Nsengimana \| 4 de novembre de 1992 \| \| \| \| Timo Schafer \| 9 de agost de 1982 \| \| \| \| Matthias Schnapka \| 27 de juliol de 1980 \| \| \| \| Meron Teshome \| 13 de juliol de 1992 \| MTN-Qhubeka-WCC Africa (2015) \| \| \| \| \| \| \| \| Fonts: ProCyclingStats Cycling Archives \| \| \| \|Nota: Meron Amanuel |                        |                               |  |
| Llista de l'equip 2016 |                        |                               |  |
| Ciclista | Data de naixement      | Equip previ                   |  |
| Meron Amanuel | 6 de novembre de 1990  |                               |  |
| Joschka Beck | 22 de març de 1993     |                               |  |
| Daniel Bichlmann | 18 de agost de 1988    |                               |  |
| Damien Garcia | 17 de abril de 1992    | Frøy Bianchi (2015)           |  |
| Janvier Hadi | 15 de gener de 1991    |                               |  |
| Nikodemus Holler | 4 de maig de 1991      | Team Stuttgart (2014)         |  |
| Richard Laizer | 1 de juliol de 1989    |                               |  |
| Patrick Lechner | 12 de desembre de 1988 |                               |  |
| Amanuel Mengis | 14 de gener de 1995    |                               |  |
| Dominik Merseburg | 15 de setembre de 1991 |                               |  |
| Jean Bosco Nsengimana | 4 de novembre de 1992  |                               |  |
| Timo Schafer | 9 de agost de 1982     |                               |  |
| Matthias Schnapka | 27 de juliol de 1980   |                               |  |
| Meron Teshome | 13 de juliol de 1992   | MTN-Qhubeka-WCC Africa (2015) |  |
| |                        |                               |  |
| Fonts: ProCyclingStats Cycling Archives |                        |                               |  |

| \| Llista de l'equip 2017 \| Llista de l'equip 2017 \| Llista de l'equip 2017 \| Llista de l'equip 2017 \| \| Ciclista \| Data de naixement \| Equip previ \| \| \| -------------------------------------------------------- \| ---------------------- \| --------------------------------------- \| ---------------------- \| \| Joschka Beck \| 22 de març de 1993 \| \| \| \| Daniel Bichlmann \| 18 de agost de 1988 \| \| \| \| Amanuel Mengis \| 14 de gener de 1995 \| \| \| \| Awet Habtom (22 de març–31 de des) \| 1 de gener de 1998 \| \| \| \| Nikodemus Holler \| 4 de maig de 1991 \| Team Stuttgart (2014) \| \| \| Suleiman Kangangi \| 9 de desembre de 1988 \| Kenyan Riders Downunder (2016) \| \| \| Salim Kipkemboi \| 30 de novembre de 1998 \| Kenyan Riders Downunder (2016) \| \| \| Geoffrey Langat \| 15 de setembre de 1991 \| Kenyan Riders Downunder (2016) \| \| \| Patrick Lechner \| 12 de desembre de 1988 \| \| \| \| Timothy Rugg \| 24 de novembre de 1985 \| Lupus Racing (2015) \| \| \| Timo Schafer \| 9 de agost de 1982 \| \| \| \| Matthias Schnapka \| 27 de juliol de 1980 \| \| \| \| Meron Teshome \| 13 de juliol de 1992 \| MTN-Qhubeka-WCC Africa (2015) \| \| \| Tino Thömel \| 6 de juny de 1988 \| RTS-Monton Racing (2016) \| \| \| Adne van Engelen (10 de abr–31 de des) \| 16 de març de 1993 \| Parkhotel Valkenburg Continental (2016) \| \| \| \| \| \| \| \| Fonts: ProCyclingStats Cycling Quotient Cycling Archives \| \| \| \| |                        |                                         |  |
| Llista de l'equip 2017 |                        |                                         |  |
| Ciclista | Data de naixement      | Equip previ                             |  |
| Joschka Beck | 22 de març de 1993     |                                         |  |
| Daniel Bichlmann | 18 de agost de 1988    |                                         |  |
| Amanuel Mengis | 14 de gener de 1995    |                                         |  |
| Awet Habtom (22 de març–31 de des) | 1 de gener de 1998     |                                         |  |
| Nikodemus Holler | 4 de maig de 1991      | Team Stuttgart (2014)                   |  |
| Suleiman Kangangi | 9 de desembre de 1988  | Kenyan Riders Downunder (2016)          |  |
| Salim Kipkemboi | 30 de novembre de 1998 | Kenyan Riders Downunder (2016)          |  |
| Geoffrey Langat | 15 de setembre de 1991 | Kenyan Riders Downunder (2016)          |  |
| Patrick Lechner | 12 de desembre de 1988 |                                         |  |
| Timothy Rugg | 24 de novembre de 1985 | Lupus Racing (2015)                     |  |
| Timo Schafer | 9 de agost de 1982     |                                         |  |
| Matthias Schnapka | 27 de juliol de 1980   |                                         |  |
| Meron Teshome | 13 de juliol de 1992   | MTN-Qhubeka-WCC Africa (2015)           |  |
| Tino Thömel | 6 de juny de 1988      | RTS-Monton Racing (2016)                |  |
| Adne van Engelen (10 de abr–31 de des) | 16 de març de 1993     | Parkhotel Valkenburg Continental (2016) |  |
| |                        |                                         |  |
| Fonts: ProCyclingStats Cycling Quotient Cycling Archives |                        |                                         |  |

## Classificacions UCI
L'equip participa en les proves dels circuits continentals i principalment en les curses del calendari de l'UCI Àfrica Tour.
UCI Àfrica Tour
| Temporada | Classificació per equips | Millor ciclista en la classificació individual |
| --------- | ------------------------ | ---------------------------------------------- |
| 2014      | 3r                       | Mekseb Debesay (1r)                            |
| 2015      | 4t                       | Mekseb Debesay (5è)                            |
| 2016      | 7è                       | Meron Teshome (33è)                            |
| 2017      | 1r                       | Meron Teshome (4t)                             |

UCI Amèrica Tour
| Temporada | Classificació per equips | Millor ciclista en la classificació individual |
| --------- | ------------------------ | ---------------------------------------------- |
| 2015      | 48è                      | Yannick Mayer (315è)                           |

UCI Àsia Tour
| Temporada | Classificació per equips | Millor ciclista en la classificació individual |
| --------- | ------------------------ | ---------------------------------------------- |
| 2014      | 76è                      | Mekseb Debesay (370è)                          |
| 2015      | 73è                      | Meron Amanuel (296è)                           |
| 2016      | 57è                      | Nikodemus Holler (182è)                        |
| 2017      | 75è                      | Tino Thömel (359è)                             |

UCI Europa Tour
| Temporada | Classificació per equips | Millor ciclista en la classificació individual |
| --------- | ------------------------ | ---------------------------------------------- |
| 2016      | 130è                     | Nikodemus Holler (1267è)                       |
| 2017      | 119è                     | Nikodemus Holler (1021è)                       |